# Ron Jeremy
Ron Jeremy, eg. Ronald Jeremy Hyatt, född 12 mars 1953 i Douglaston, Queens, New York, är en amerikansk porrskådespelare, regissör och ståuppkomiker. 
Jeremy innehar ett rekord i Guinness Rekordbok som den aktör som medverkat i flest porrfilmer (1750 stycken). Han påstår sig ha haft sexuellt umgänge med ca 3 600 kvinnor. Han har även medverkat i det svenska tv-programmet High Chaparall år 2003 och Fråga Olle-dokumentären. En dokumentärfilm om Jeremy: Porn Star: The Legend of Ron Jeremy producerades 2001. I september 2007 släpptes hans självbiografi The Hardest (Working) Man in Showbiz, som 2009 kom ut i en svensk utgåva med undertiteln Hårdaste mannen i showbiz.
AVN (Adult Video Network), vars årliga prisutdelning brukar kallas porrens motsvarighet till Oscarsgalan, placerade honom år 2002 som etta på sin lista över de 50 största porrstjärnorna genom tiderna. Han har också fått några mindre roller i ett antal vanliga spelfilmer som Boondock Saints och Studio 54 om Studio 54, men flera av hans skådespelarinsatser i dylika produktioner har blivit bortklippta, bl.a. i filmen Ronin.
I samband med produktionerna av "9 1/2 vecka" och "Boogie nights" användes Jeremy som konsult. Han har blivit ett av pornografins ansikten utåt och själv också kritiserat den mer extrema pornografin, särskilt Max Hardcores filmer. 
I professionella sammanhang utmärks han särskilt för sitt stora könsorgan - som han hävdar når upp till 25 cm - samt att han i några filmer visat prov på autofellatio.
Han har också som både regissör och skådespelare – inte minst som den pilske dr Ron – utvecklat genren porrkomedier.

## Filmografi (urval)
- 1978 – Woman in Love: A Story of Madame Bovary
- 1979 – Olympic Fever
- 1986 – The Sweetest Taboo
- 1997 – Orgazmo
- 1999 – Detroit Rock City
- 1999 – The Boondock Saints
- 2001 – Porn Star: The Legend of Ron Jeremy
- 2002 – Spun
- 2008 – One-Eyed Monster